# Смолућка пећина
Смолућска пећина се налази на територији општине Тутин, у Смолући. Археолошко налазиште налази се на 20 m од извора Смолућке реке, на крају кањона у еколошки очуваној оази. Истраживања су показала да је Смолућка пећина била настањена у дугом временском периоду од горњег плеистоцена и холоцена до позног средњег века и турског периода. Културни слојеви почињу да се јављају од 40.000 до 35.000 година старе ере. Покретни археолошки налази, углавном кремени материјал, типолошки се могу припојити мустеријенском комплексу, а налази фауне омогућавају реконструкцију палеоеколошких прилика средњег палеолита. Налази из периода палеолитских ловаца у Смолућској пећини јединствени су на територији Србије.

## Археолошка истраживања
Пећина је лако приступачна, окренута је према северу и има мању платформу испред улаза. Сондажна археолошка истраживања обавио је Археолошки институт из Београда у периоду од 1984. до 1985. године. Истраживањима је утврђено присуство човека у каснијим епохама енеолита и халштата.